# 무해 통항
무해 통항(無害通航, innocent passage)이란 외국 선박이 연안국의 권리를 저해하거나 연안국의 평화 · 질서 · 안전을 저해하지 않는 범위 내에서 외국 영해를 단순 통항하는 것이다. 예를 들어 영해 상에서 어선이 어업을 금지하고 있는 연안국 법규를 지키지 않고 조업을 하는 것은 무해통항이 아니다. 또한 잠수함은 표면으로 나와서 국기를 달고 지나가야 한다. -유엔해양법협약 제 19조 및 제 20조- 
무해 통항권은 무해통항을 지키는 조건하에서 통항할 수 있는 권리이기 때문에 무해가 아닌 통항에 대해서는 연안국의 제재를 받게 된다. 또한 연안국으로서도 영해상 항해를 위협하는 위험을 알고 있는 경우에는 예고하여야한다. 통항선박은 운송 및 항해에 관하여 국제법상 합치하는 지역 법규를 준수하여야 한다. 군함이라도 이 의무를 위반한 경우에는 연안국이 영해 퇴거를 요구할 수 있다.

## 같이 보기
- 케르키라 해협 사건